# Die Liebenden vom Stamm der Taiyi
Die Liebenden vom Stamm der Taiyi ist eine Erzählung aus den Geschichten aus Tausendundeiner Nacht. In der Arabian Nights Encyclopedia wird sie als ANE 145 gelistet.
Die Kurzgeschichte handelt von einem unglücklichen Liebespaar.

## Handlung
Qasim ibn Adi erzählte von einem Mann vom Stamme der Tamim, der ihm berichtete, dass er einst an eine Wasserstelle der Banu Taiyi kam, wo er zwei Gruppen von Leuten sah, die miteinander stritten. Unter ihnen war ein junger Mann, der von Krankheit völlig kräfteverzehrt war. Da sprach er Liebesverse, woraufhin ein Mädchen von der anderen Gruppe auf ihn zu rannte, und er auf sie. Ihre jeweiligen Gruppen versuchten sie voneinander fernzuhalten, doch beide wehrten sich mit Gewalt und fielen sich schließlich in die Arme. Dann stürzten sie tot zu Boden. Da kam ein alter Mann aus einem der Zelte und verkündete, wenn das Liebespaar schon nicht im Leben vereint hatte sein dürfen, dann doch wenigstens im Tode. Ihre Leichen wurden nach islamischer Art gewaschen und schließlich in ein einziges Leichentuch gehüllt und begraben. Da fragte der Mann vom Stamm der Tamim den Alten, wer die beiden gewesen seien. Der Alte erwiderte, dass das Mädchen seine Tochter gewesen sei und der Junge sein Neffe. Auf die Frage, warum er sie dann nicht vermählt habe (der Islam erlaubt die Cousinehe), erwiderte er, er habe sich vor Schimpf und Schande gefürchtet. Nun aber, sei er beidem verfallen.

## Hintergrund
Die Geschichte findet sich in den ägyptischen Manuskripten und den frühen arabischen Druckfassungen von Tausendundeine Nacht. Auf die Kalkutta-II-Ausgabe griffen für ihre Übersetzungen Richard Francis Burton und Enno Littmann zurück.
Die Geschichte findet sich in der klassisch-arabischen Literatur unter anderem im Masari‘ al-‘uschschaq von Ibn al-Sarradsch (gest. 1106).
Nach Enno Littmann ist Qasim ibn Adi lediglich ein Weiterverbreiter der Geschichte, nach den Autoren der Arabian Nights Encyclopedia ist er selbst der Erzähler.

## Ausgaben
- Enno Littmann: Die Erzählungen aus den tausendundein Nächten, Insel Verlag, Frankfurt 1968 (Erstausgabe 1922–1928), 6 Bände (Kalkutta-II-Edition), S. 558f.